# شیبپور
شیبپور (به لاتین: Shibpur) یک منطقهٔ مسکونی در بنگلادش است که در ناحیه نارسینگدی واقع شده‌است. شیبپور ۲۰۶٫۸۹ کیلومتر مربع مساحت و ۲۳۷٬۲۴۶ نفر جمعیت دارد.